# Brabira pallida
Brabira pallida är en fjärilsart som beskrevs av Moore 1888. Brabira pallida ingår i släktet Brabira och familjen mätare. Inga underarter finns listade i Catalogue of Life.